# Vanilloideae
Die Vanilloideae sind eine Unterfamilie in der Pflanzenfamilie der Orchideen (Orchidaceae). Meist wurde diese Gruppe zur Unterfamilie Epidendroideae gestellt, erst molekulargenetische Untersuchungen bestätigten sie als eigene Unterfamilie. Mit etwa 200 Arten in 15 Gattungen stellt sie eine der kleineren der fünf Unterfamilien dieser Pflanzenfamilie dar.

## Beschreibung und Ökologie

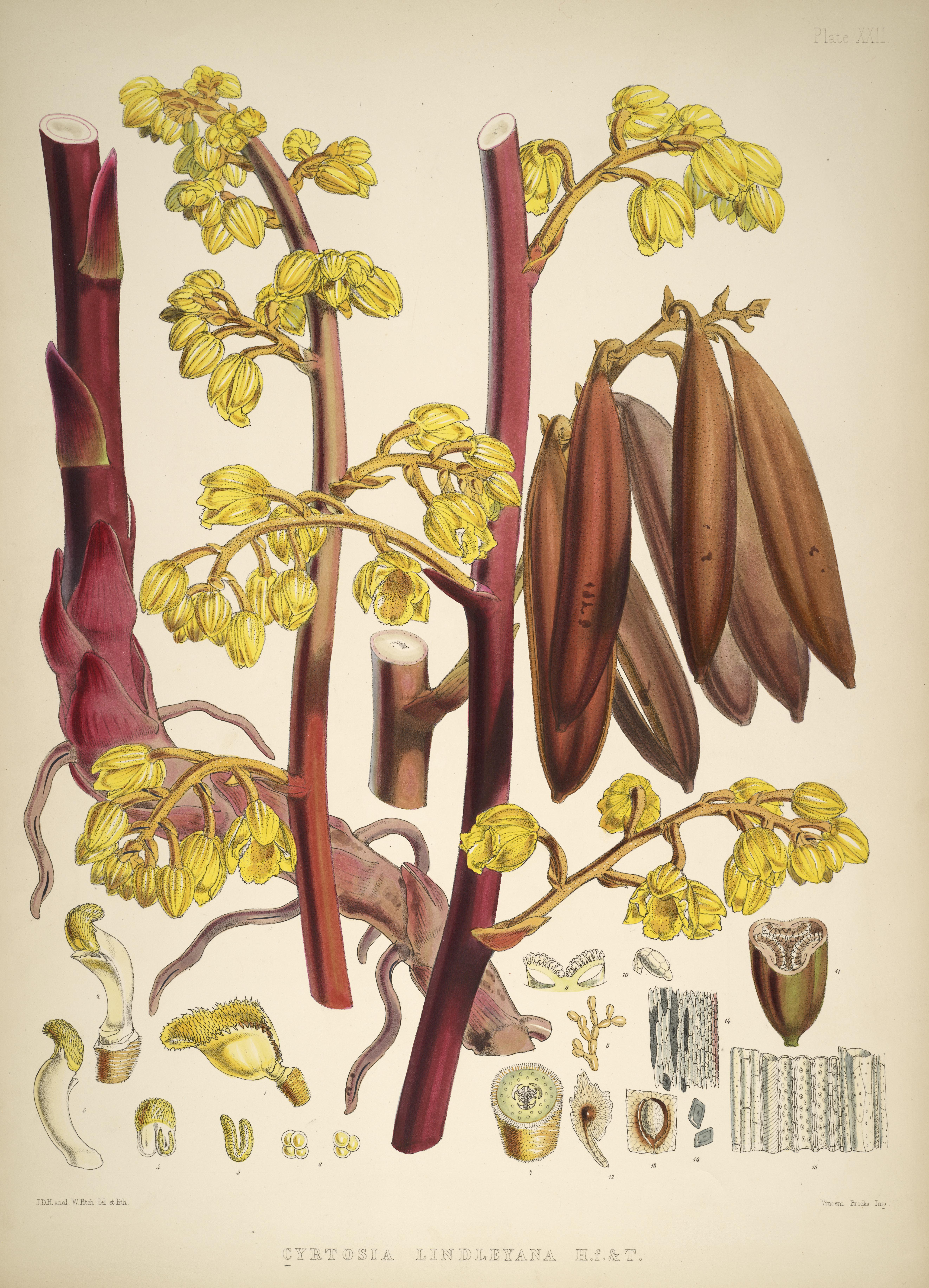
Illustration aus Illustrations of Himalayan plants, Tafel XXII, 1855 von Cyrtosia lindleyana

### Vegetative Merkmale
Alle Vertreter der Vanilloideae sind ausdauernde, krautige Pflanzen, manchmal mit leicht verholzter Sprossachse. Die Wurzeln besitzen Velamen, manchmal bilden sie Speicherorgane oder sind auf mykoheterotrophe Lebensweise spezialisiert; diese Arten sind meist blattlos. Die Laubblätter sind spiralig oder manchmal zweizeilig angeordnet. Die schlanke Sprossachse ist manchmal lianenartig verlängert. In der Knospe sind die Laubblätter gerollt und die Blattspreite ist ledrig bis fleischig. Die Blattnervatur ist manchmal netzförmig, was bei Orchideen äußerst selten zu beobachten ist. Es gibt kein Trenngewebe zwischen Laubblatt und Sprossachse.

### Generative Merkmale
Die Blütenstände der Vanilloideae sind end- oder seitenständig und unverzweigt. Die Blüten stehen spiralig an der Blütenstandsachse und sind resupiniert. Die zwittrigen Blüten sind zygomorph und dreizählig. Blütenhüllblätter stehen in zwei dreizähligen Kreisen. Der Fruchtknoten ist unterständig und einkammerig oder dreikammerig. Das einzige fruchtbare Staubblatt und der Griffel sind zu einer komplexen Struktur, der Säule verwachsen. Diese ist schlank, die Narbe einfach, selten sind drei Narbenlappen zu sehen. Das Staubblatt steht am Ende der Säule und ist senkrecht zu dieser ausgerichtet. Die Pollenkörner formen eine mehlige, leicht klebrige Masse oder sind seltener zu weichen, zusammenhängenden Pollinien geformt.
Die Früchte sind zumeist Kapselfrüchte, manchmal auch fleischig und enthalten zahlreiche Samen. Die bei einer Größe von 0,5 bis 1 Millimeter großen linsenförmige Samen besitzen eine harte Samenschale.

### Chromosomensätze
Die Chromosomenzahlen variieren innerhalb der Unterfamilie über einen weiten Bereich von 2n = 18, 20 oder 24 bei den Pogonieae (dort sind die Chromosomen recht groß) bis zu 2n = 28, 30 oder 32 bei den Vanilleae.

## Verbreitung
Die Arten der Vanilloideae finden sich vor allem in der Neotropis und Australasien, Vanilla hat eine pantropische Verbreitung.

## Systematik

### Taxonomie
Die Unterfamilie Vanilloideae wurde 1995 durch Dariusz Lucjan Szlachetko in Fragmenta Floristica et Geobotanica, Supplementum 3, Seite 48 aufgestellt. Das Basionym ist Vanillaceae Lindl. Typusgattung ist Vanilla Plum. ex Mill.
Weitere Synonyme für Vanilloideae (Lindl.) Szlach. sind: Vanilleae Lindl. nom. inval., Vanilleae Rchb. nom. nud., Vanilleae Tratt. nom. nud., Vanillaceae (Lindl.) Rchb., Vanillidae Lindl. nom. nud.

### Äußere Systematik
Die Unterfamilie Vanilloideae ist ein Schwestertaxon zu einer Klade aus den Unterfamilien Epidendroideae und Orchidoideae innerhalb der Familie Orchidaceae.

### Innere Systematik
Die Unterfamilie Vanilloideae lässt sich in zwei Tribus unterteilen: die Pogonieae und die Vanilleae. Dressler unterteilte 1993 die Vanilleae weiter in die drei Subtribus Galeolinae, Lecanorchidinae und Vanillinae.
- Pogonieae Pfitzer ex Garay & Dunsterv.:
  - Sie wird nicht untergliedert und enthält etwa vier Gattungen:
    - Cleistes Rich. ex Lindl.
    - Duckeella Porto & Brade: Die seit 2015 etwa drei Arten sind im tropischen Südamerika verbreitet.[2]
    - Isotria Raf.
    - Pogonia Juss.
- Vanilleae Blume:
  - Galeolinae Garay:
    - Cyrtosia Blume
    - Erythrorchis Blume
    - Galeola Lour.
    - Pseudovanilla Garay

  - Lecanorchidinae Dressler: Sie enthält nur eine Gattung:
    - Lecanorchis Blume

  - Vanillinae Meisn.:
    - Clematepistephium N.Hallé
    - Dictyophyllaria Garay
    - Epistephium Kunth
    - Eriaxis Rchb. f.
    - Vanilla Plum. ex Mill.

## Belege
- P. F. Stevens: Angiosperm Phylogeny Website, Version vom 10. März 2020. zuletzt eingesehen am 7. April 2020

## Weiterführende Literatur
- K. M. Cameron, M. C. Molina: Photosystem II gene sequences of psbB and psbC clarify the phylogenetic position of Vanilla (Vanilloideae, Orchidaceae). In: Cladistics, Volume 22, 2006, S. 239–248.
- Emerson R. Pansarin, F. Barros: Taxonomic notes on Pogonieae (Orchidaceae): Cleistesiopsis, a new genus segregated from Cleistes, and description of two new South American species, Cleistes batistana and C. elongata. In: Kew Bulletin, Volume 63, 2008, S. 441–448.
- Emerson R. Pansarin, A. Salatino, M. L. F. Salatino Phylogeny of South American Pogonieae (Orchidaceae, Vanilloideae) based on sequences of nuclear ribosomal (ITS) and chloroplast (psaB, rbcL rps16, and trnL-F) DNA with emphasis on Cleistes and discussion of biogeographic implications. Organisms, Diversity and Evolution, Volume 8, 2008, S. 171–181.
- K. M. Cameron: On the value of nuclear and mitochondrial gene sequences for reconstructing the phylogeny of vanilloid orchids (Vanilloideae, Orchidaceae). In: Annals of Botany, Volume 104, 2009, S. 377–385.
- M. A. Soto Arenas, P. Cribb: A new infrageneric classification and synopsis of the genus Vanilla Plum. ex Mill. (Orchidaceae: Vanillinae). In: Lankesteriana, Volume 9, 2010, S. 355–398.
- S. Suddee, S. Chantanaorrapint, P. Tripetch, S. Thainukul: New records in Lecanorchis Blume and Vanilla Plum. ex Mill. from Thailand, with keys to the Thai species. In: Thai Forest Bulletin (Botany), Volume 38, 2010, S. 1–7.
- Emerson R. Pansarin, A. Salatino, L. M. Pansarin, M. Sazima: Pollination systems in Pogonieae (Orchidaceae: Vanilloideae): A hypothesis of evolution among reward and rewardless flowers. In: Flora (Jena), Volume 207, 2012, S. 849–861.
- Emerson R. Pansarin, Ludmila Pansarin: Floral biology of two Vanilloideae (Orchidaceae) primarily adapted to pollination by euglossine bees. In: Plant Biology, Volume 16, 2014. doi:10.1111/plb.12160
- Emerson R. Pansarin: Recent advances on evolution of pollination systems and reproductive biology of vanilloideae (orchidaceae). In: Lankesteriana, Volume 16, Issue 2, Cartago, 2016 doi:10.15517/lank.v16i2.26010

- Karte mit allen verlinkten Seiten:
- OSM |
- WikiMap